# Назаров, Александр Петрович
Александр Петрович Назаров (1919-1944) — советский офицер-политработник во время Великой Отечественной войны, Герой Советского Союза (22.07.1944, посмертно). Майор (11.09.1943) Рабоче-крестьянской Красной Армии.

## Биография
Александр Назаров родился 12 декабря 1919 года в селе Ступишино Мариинского уезда Томской губернии (ныне — Тяжинский район Кемеровской области). С 1927 года проживал вместе с семьёй в Ачинске, где окончил среднюю школу № 2, был комсомольским активистом. В июне 1941 года окончил Московский институт философии, истории и литературы, ещё будучи студентом, с 1940 года работал в Центральном музее В. И. Ленина. 
В августе 1941 года Назаров был призван на службу в Рабоче-крестьянскую Красную Армию. В 1942 году он окончил Московское пехотное училище имени Верховного Совета РСФСР (действовало в эвакуации в Новосибирске). С марта того же года — на фронтах Великой Отечественной войны.
Сначала воевал инструктором пропаганды в 283-м гаубичном артиллерийском полку Резерва Главного командования на Западном фронте, с апреля 1943 года — агитатор 43-го пушечного артиллерийского полка 43-й армии Калининского фронта. Отличился в Смоленской наступательной операции, за что награждён орденом.
С января 1944 года до последнего дня жизни майор Александр Назаров был агитатором политотдела 43-й армии 1-го Прибалтийского фронта. Отличился во время Белорусской операции. 25 июня 1944 года Назаров, находясь в составе 259-го стрелкового полка, вышел к Западной Двине и принял активное участие в её форсировании в районе посёлка Шумилино Витебской области Белорусской ССР.
Немецкое командование пыталось остановить натиск советских войск на этом рубеже. При попытке форсирования реки по атакующим бойцам был открыт сильный огонь, подразделения залегли. Понимая, что промедление позволит врагу усилить оборону, Назаров возглавил атаку и впереди бойцов бросился через реку вплавь. Его примеру последовали остальные. Стремительной атакой был захвачен плацдарм, наступление советских войск продолжилось в высоком темпе. Но при переправе через реку Назаров погиб и утонул в водах Западной Двины.
Указом Президиума Верховного Совета СССР от 22 июля 1944 года за «образцовое выполнение боевых заданий командования на фронте борьбы с немецкими захватчиками и проявленные при этом отвагу и геройство» майор Александр Назаров посмертно был удостоен высокого звания Героя Советского Союза. 
Также был награждён орденами Ленина (22.07.1944, посмертно) и Красной Звезды (5.09.1943).